# Kaluga oblast
Kaluga oblast (russisk: Калу́жская о́бласть, tr. Kaluzjskaja oblast) er en af 46 oblaster i Den Russiske Føderation. Oblasten har et areal på 29.777 km² og 1.000.980 (2021) indbyggere. Oblastens administrative center er placeret i byen Kaluga (russisk: Калýга), der med 331.842 (2021) indbyggere er oblastens største by. Den næststørste by i oblasten er Obninsk (russisk: Обнинск) med 132.477 (2024) indbyggere. Andre byer i oblasten er Ljudínovo, der har 35.276 (2023) indbyggere og Kirov med 27.661 (2023) indbyggere.

## Geografi
Kaluga oblast ligger i den europæiske del af Rusland i det Centrale føderale distrikt og grænser op til Smolensk oblast i nord, Moskva oblast i øst, Tula oblast og Orjol oblast i syd og Brjansk oblast i vest.
Oblastens afstand til MKAD er 143 km og har en veludviklet transportmæssig og tekniks infrastruktur, og hurtig økonomiske udvikling og er et af de større videnskabelige, uddannelsesmæssige og kulturelle centre i Rusland.